# Атархеа
Атархеа (исп. Atarjea) — посёлок и административный центр одноимённого муниципалитета в мексиканском штате Гуанахуато. Численность населения, по данным переписи 2010 года, составила 389 человек.

## История
Город был основан в 1539 году, на месте обнаруженного месторождения полезных ископаемых.